# (4830) Thomascooley
(4830) Thomascooley est un astéroïde de la ceinture principale.

## Description
(4830) Thomascooley est un astéroïde de la ceinture principale. Il fut découvert le 1er septembre 1988 à La Silla par Henri Debehogne. Il présente une orbite caractérisée par un demi-grand axe de 2,39 UA, une excentricité de 0,07 et une inclinaison de 6,4° par rapport à l'écliptique.

## Compléments